# Oreksin
Oreksini ili hipokretini su pobuđivački neuropeptidni hormoni koje su simultano otkrile dve grupe istraživača u mozgu pacova.
Dva srodana peptida (Oreksin-A i B, ili hipokretin-1 i -2), sa približno 50% identičnim sekvencama, nastaju presecanjem jednog prekurzornog proteina. Oreksin-A/hipokretin-1 ima 33 aminokiselina i dva intra-lančana disulfidna mosta, dok je oreksin-B/hipokretin-2 linearni peptid sa 28 aminokiselina. Studije su pokazale da oreksin A/hipokretin-1 možda ima veći biološki značaj od oreksina B/hipokretina-2. Mada se ovi peptidi proizvode u veoma maloj populaciji ćelija u lateralnom i posteriornom hipotalamusu, oni imaju uticaj na ceo mozak. Oreksin peptidi se vezuju za dva G-protein spregnuta oreksinska receptora,  i . Oreksin-A se vezuje za oba,  i , sa približno jednakim afinitetom, dok se oreksin-B vezuje uglavnom za  i pet puta je manje potentan na .

## Funkcija
Za oreksinski/hipokretinski sistem je inicijalno smatralo da prvenstveno učestvuje u stimulaciji unosa hrane, na osnovu nalaza da centralna administracija oreksina A/hipokretina-1 proizvodi tu fiziološku manifestaciju. Osom toga, on stimuliše budnost i utrošak energije.

### Budnost
Postoje indikacije da oreksin promoviše budnost. Nedavne studije su pokazale da je glavna uloga oreksinkog/hipokretinskog sistema integracija metaboličkih, cirkadijurnih i uticaja dubine sna kojom se određuje da li životinja treba da spava ili da bude budna i aktivna. Oreksinski neuroni snažno pobuđuju različite delove mozga koji imaju ulogu u budnosti, kao što su dopaminski, norepinefrinski, histaminski i acetilholinski systemi, i izgleda da imaju znatan uticaj u stabilizacije budnosti i sna.

## Literatura
1. ↑  Sakurai T, Amemiya A, Ishii M, Matsuzaki I, Chemelli RM, Tanaka H, Williams SC, Richardson JA, Kozlowski GP, Wilson S, Arch JR, Buckingham RE, Haynes AC, Carr SA, Annan RS, McNulty DE, Liu WS, Terrett JA, Elshourbagy NA, Bergsma DJ, Yanagisawa M (1998). „Orexins and orexin receptors: a family of hypothalamic neuropeptides and G protein-coupled receptors that regulate feeding behavior”. Cell. 92 (4): 573—85. PMID 9491897. doi:10.1016/S0092-8674(00)80949-6.
2. ↑  de Lecea L, Kilduff TS, Peyron C, Gao X, Foye PE, Danielson PE, Fukuhara C, Battenberg EL, Gautvik VT, Bartlett FS, Frankel WN, van den Pol AN, Bloom FE, Gautvik KM, Sutcliffe JG (1998). „The hypocretins: hypothalamus-specific peptides with neuroexcitatory activity”. Proc. Natl. Acad. Sci. U.S.A. 95 (1): 322—7. PMC 18213 . PMID 9419374. doi:10.1073/pnas.95.1.322.
3. ↑  Langmead CJ, Jerman JC, Brough SJ, Scott C, Porter RA, Herdon HJ (2004). „Characterisation of the binding of [3H]-SB-674042, a novel nonpeptide antagonist, to the human orexin-1 receptor”. Br. J. Pharmacol. 141 (2): 340—6. PMC 1574197 . PMID 14691055. doi:10.1038/sj.bjp.0705610.
4. ↑  Sherin JE, Elmquist JK, Torrealba F, Saper CB (1998). „Innervation of histaminergic tuberomammillary neurons by GABAergic and galaninergic neurons in the ventrolateral preoptic nucleus of the rat”. J. Neurosci. 18 (12): 4705—21. PMID 9614245.
5. ↑  Lu J, Bjorkum AA, Xu M, Gaus SE, Shiromani PJ, Saper CB (2002). „Selective activation of the extended ventrolateral preoptic nucleus during rapid eye movement sleep”. J. Neurosci. 22 (11): 4568—76. PMID 12040064.

## Spoljašnje veze
- orexins на 